# Saint-Nicolas-de-Macherin
Saint-Nicolas-de-Macherin település Franciaországban, Isère megyében. Lakosainak száma 944 fő (2022. január 1.). Saint-Nicolas-de-Macherin Chirens, Massieu, Merlas, Saint-Aupre, Saint-Étienne-de-Crossey és Voiron községekkel határos.

## Népesség
A település népessége az elmúlt években az alábbi módon változott:
| Lakosok száma | 380  | 518  | 615  | 863  | 873  | 913  | 938  | 977  | 966  | 944  |
|               | 1968 | 1982 | 1990 | 2006 | 2013 | 2015 | 2017 | 2019 | 2020 | 2022 |